# Grijze granietmot
De grijze granietmot (Scoparia ambigualis) is een vlinder uit de familie grasmotten (Crambidae). De spanwijdte van de vlinder bedraagt tussen de 15 en 22 millimeter.
De rups is gemeld van echte valeriaan, er wordt ook gedacht dat de rups mossen als waardplant heeft.

## Voorkomen in Nederland en België
De grijze granietmot is in Nederland en België en een gewone vlinder, die verspreid over het hele gebied voorkomt. Het is de gewoonste Scoparia in onze omstreken. De vliegtijd is van mei tot september.